# SS Большого Пса
SS Большого Пса (лат. SS Canis Majoris) — одиночная переменная звезда в созвездии Большого Пса на расстоянии (вычисленном из значения параллакса) приблизительно 16210 световых лет (около 4970 парсеков) от Солнца. Видимая звёздная величина звезды — от +10,38m до +9,39m.

## Характеристики
SS Большого Пса — жёлтая пульсирующая переменная звезда, классическая цефеида (DCEP) спектрального класса F6-G2. Эффективная температура — около 6462 К.